# 米拉日島
66°48′S 141°27′E / 66.800°S 141.450°E
米拉日島（Mirage Island），是南極洲的島嶼，位於阿黛利地，長0.5公里，處於穆斯角以西0.6公里，在1950年由法國探險隊繪入地圖，現時由南極條約體系管理。